# Yeraskhahun
Yeraskhahun (in armeno Երասխահուն?, conosciuto anche come Eraskhahun, fino al 1950 Kuru-Araz) è un comune dell'Armenia di 2 123 abitanti (2009) della provincia di Armavir.